# 緑ケ丘西
緑ケ丘西（みどりがおか にし）は、福島県郡山市に所在する町丁である。郵便番号は963-0701。

## 地理
郡山市役所本庁所管地域である旧郡山地区に属する。北東から南東にかけて緑ケ丘東、南西で中田町赤沼、西で大平町、北西で蒲倉町とそれぞれ隣接する。市内東部、一級水系阿武隈川水系大滝根川右岸（東岸）側の丘陵地を切り開き造成された郡山東部ニュータウンのうち、美術館通り以西を範囲とする。ニュータウンの造成完了に伴い近隣大字より分離新設された行政区域である。東縁を通る美術館通りに沿い南側から一～四丁目が設置されている。三丁目と四丁目の間に大平町字簓田が食い込むように位置しており、美術館通りの下り線と中央分離帯のみが緑ケ丘西四丁目として回廊上に域内をつないでいる。緑ケ丘東に所在する郡山警察署東部駐在所、および堂前町に所在する郡山消防署本署がそれぞれ管轄にあたる。

## 世帯数と人口
2024年1月1日現在の世帯数と人口は以下の通りである。
| 町丁     | 世帯数  | 人口    |
| -------- | ------- | ------- |
| 緑ケ丘西 | 769世帯 | 1,810人 |

## 小・中学校の学区
市立小・中学校に通う場合、学区は以下の通りとなる。
| 番地 | 小学校                   | 中学校               |
| ---- | ------------------------ | -------------------- |
| 全域 | 郡山市立緑ケ丘第一小学校 | 郡山市立緑ケ丘中学校 |

## 交通

### 道路
- 福島県道297号斎藤下行合線（北西端をかすめる）
- 一級市道56号赤沼方八町線（美術館通り）

## 施設等
- 郡山市立緑ケ丘中学校
- 東部中央公園
- 蒲倉南公園
- 赤沼館跡